# Vlastenecká fronta (Rakousko)
Vlastenecká fronta (německy Vaterländische Front, VF) byla rakouská vládnoucí politická strana v době austrofašismu. Měla v programu sjednocení rakouského lidu v myšlence nacionálního a katolického „rakušanství“ a odstranit politické a sociální rozdíly.
Politická strana byla založena 20. května 1933 kancléřem Engelbertem Dollfussem jako jediná povolená strana v zemi. Dollfuss ji strukturoval na základě italského fašismu, avšak na rozdíl od něj byla pevně spojena s katolickou církví a nepropagovala žádné rasistické myšlenky. Vyzdvihovala rakouský nacionalismus, rakouskou nezávislost a rozdíly mezi Rakouskem a Německem, především kulturní a náboženské (Německo viděla jako zemi ovládanou protestanty).
Vznikla spojením křesťansko-sociální strany (z níž Dollfuss vzešel), agrárního Landbundu a paramilitantní organizace Heimwehr. Ostatní politické strany byly zakázány, především tedy komunisté, sociální demokraté a v neposlední řadě nacistická Národně socialistická německá dělnická strana.
V Rakousku zavedla autoritativní režim založený na myšlenkovém konceptu „stavovského státu“ (něm. Ständestaat), který se v mnoha bodech opíral o encykliku papeže Pia XI. Quadragesimo anno z roku 1931. Ta však stavovský koncept navrhovala jako uspořádání společnosti, nikoliv státu.
Kancléř Dollfuss byl při neúspěšném pokusu nacistů o převzetí moci v červenci roku 1934 zastřelen a v roli předsedy Vlastenecké fronty i v kancléřském křesle ho zastoupil Kurt Schuschnigg, který v jeho protiněmecké a austrofašistické politice pokračoval následující čtyři roky. V roce 1938 byl však nacisty donucen rezignovat, Rakousko bylo den poté anektováno Třetí říší a stalo se její pevnou součástí až do jejího rozpadu.

## Historie
Vlastenecká fronta byla vyhlášena Engelbertem Dollfussem 20. května 1933 při 250. výročí vítězství nad tureckým obléháním Vídně (Türkenbefreiungsfeier) a její první generální shromáždění (Generalappell) se konalo 11. září 1933 v Prátru na klusáckém dostihovém závodišti „Wiener Trabrennplatz“ (Trabrennbahn Krieau). Spolkový zákon o Vlastenecké frontě z 1. května 1934 (Bundesgesetz vom 1. Mai 1934 BGBl. II Nr. 4/1934) definoval spolkového kancléře vůdcem Rakouského spolkového státu, jež svolával radu vůdců (Führerrat), jmenoval svého zástupce, spolkové a zemské vůdce, určoval jejich oblast působnosti, ustanovení a strukturu Vlastenecké fronty (§ 3, 4, 5, a 6). Výkon mandátu byl možný pouze pro členy VF a vyžadoval vůdcův souhlas (§ 7). Spolkovým zákonem z 20. května 1936 (Bundesgesetz über die Vaterländische Front vom 20. Mai 1936 BGBl. II Nr. 160/1936; „Frontgesetz“) se Vlastenecká fronta stala jedinou vládnoucí stranou a spolkový kancléř zároveň vůdcem VF.

## Období 1936–1938
Po nastoupení spolkového kancléře Kurta Schuschnigga do funkce frontového vůdce došlo také k reorganizaci Vlastenecké fronty. Státní sekretář Guido Zernatto byl Schuschniggem jmenován generálním sekretářem, jeho úřad vedl Albert Hantschk, šéf osobního a politického oddělení. Generálnímu sekretariátu podléhala všechna oddělení a referáty VF: osobní a organizační oddělení, oddělení finanční správy (Vermögensgebarung), kontrolní a revizní oddělení (Kontroll- und Revisionsdienst), oddělení reklamní služby (Werbedienst); referát pro právní záležitosti (Rechtsangelegenheiten), intervenční referát (für Interventionen), referát pro zahraniční záležitosti Rakouska (Auslandsösterreichertum), kulturní referát, referát pro „Volksdeutsche Arbeit“, referát pro ženské záležitosti s dílem pro ochranu matek (Mutterschutzwerk), tiskový referát (Pressereferat) s tiskovým mluvčím.
Organizační struktura Vlastenecké fronta se členila do šesti stupňů:
1. Vůdce VF (Frontführer), jeho zástupce (Stellvertreter) a rada vůdců (Führerrat)
2. Ústřední sekretariát: sestával z generálního sekretáře a jeho zástupce; vedoucí úřadů, služebních skupin a oddělení, referenti; též vedení pro díla VF (VF-Werke): „Neues Leben“, „Österreichisches Jungvolk“, „Mutterschutzwerk“, „Kinderferienwerk“ a „Frontmiliz“
3. Zemské rady (9): zemský vůdce (Landesführer) a jeho zástupce, zemský sekretář a zemští referenti
4. Okresní rady (262)
5. Místní rady (4.735)
6. Členové (2,536.237, 61,5% voličů)
Rada vůdců jako hlavní poradní orgán čítala mimo hlavního vůdce VF, jeho náměstka a generálního sekretáře VF nejvýše 40 členů. V radě zasedalo devět zemských vůdců, dva zástupci každé hlavní stavovské skupiny a spolkovým vůdcem jmenovaní státní občané bez ohledu na jejich stavovskou příslušnost. Členy poradního sboru zemského vedení jmenoval zemský vůdce. Zemský poradní sbor mohl sestávat z nejvýše 25 členů. Po uveřejnění obsahu rakousko-německé smlouvy z 11. července 1936 (Juliabkommen) informoval generální sekretář Vlastenecké fronty státní sekretář Zernatto v úterý 14. července 1936 o novém složení rady vůdců VF a zemského poradního sboru. Případné doplnění mělo být provedeno v nejbližších dnech. Úřední období jmenovaných členů poradního sboru končilo 31. prosincem 1938.
Členové rady vůdců VF: Bedřich/Friedrich Stockinger, spolkový ministr obchodu a dopravy; inženýr Julius Raab, prezident rakouského živnostenského svazu; dr. Ludwig Draxler, spolkový ministr financí; Josef Reither, dolnorakouský zemský hejtman; Hans Grossauer, bývalý státní sekretář; dr. Reinhold Möbius, advokát; dr. Filip Charvat, ministerský rada; dr. Hans Pernter, spolkový ministr vyučování; Augustin Kraft, zemědělský rada ze Štýrského Hradce; Rudolf Hoyos-Sprinzenstein, předseda státní rady; dr. Oswald Menghin, rektor vídeňské university; dr. Willibald Plöchl, soukromý docent na vídeňské universitě; Robert Feifer, kráječ obuvnické továrny Áterna; Georg von Thurn und Valsassina, hrabě, státní rada; Karel Emil Fürstenberg, princ; dr. Josef Rinaldini, spolkový kulturní rada; Adolf Wessely, člen představenstva odborového svazu; Alois Weinberger, předseda odborové organizace; Alfred Jansa, polní maršálek; Hans Waldsam, odborový sekretář (redaktor Christlich-sociale Arbeiter-Zeitung); hrabě Alfons von Piatti, statkář; kněžna Fanny Starhemberg; Ludwig Urban, státní rada, prezident svazu průmyslníků; Josef Lengauer, místoprezident odborového svazu; Johann Staud, prezident odborového svazu; Edmund Weber, dvorní rada, ředitel úřední tiskové kanceláře; Martin von Kink (syn Martina Kinka průmyslníka), místoprezident svazu průmyslníků; dr. Richard Eberstaller, rada vrchního zemského soudu; Franz Maier zemský vůdce mládeže Východní marky (Ostmärkischen Sturmscharen).
Slavnost Vlastenecké fronty v Římě! Řím, 5. října. Včerejší výročí narozenin zesnulého spolkového kancléře dra Engelberta Dollfussec bylo v Římě dlícími úředními funkcionáři vlastenecké fronty okázale oslaveno. Slavnost se konala v Koloseum. Pietní řeči pronesli ministerský rada dr. Frieberger a státní sekretář Zernatto. Zemský vůdce vlastenecké fronty hornorakouské zemský hejtman dr. Gleissner přečetl telegram zaslaný nejvyššímu vůdci vlastenecké fronty dru Schuschniggovi.
Vídeňské noviny, ve Vídni 6. října 1936, s. 3

### Díla Vlastenecké fronty
- VF-Mutterschutzwerk

Se zřizováním díla na ochranu matek „Mutterschutzwerk“ (MSW) podle italského vzoru Opera nazionale maternità ed infanzia (Národní dílo pro mateřství a dětství) se započalo ve všech rakouských spolkových zemích v roce 1934 z nařízení Engelberta Dollfusse. Vedení bylo svěřeno Nině Wolfring. V roce 1935 vznikl také ženský referát VF (Frauenreferat VF), vedený Fanny Starhemberg, prezidentkou rakouské katolické ženské organizace Katholische Reichsfrauenorganisation Österreichs (KRFOÖ).
- VF-Werk „Neues Leben“

Podle italského modelu byla 1. července 1936 založena také vlastní kulturní organizace pro trávení volného času VF-Werk „Neues Leben“ (Nový život), do jejíž kompetence spadalo tzv. lidové vzdělávání (Volksbildung). Prostřednictvím umění, poezie, výtvarného umění, hudby, divadla, filmu, rádia a přednášek měla organizace přispívat k „utváření rakouské národní pospolitosti“. V popředí státního zájmu stálo pěstování lidových zvyklostí (Volksbräuche), rodina a domácnost, lidové písně a amatérská divadelní činnost.
Účel nové kulturní organisace
Státní sekretář Zernatto, generální sekretář vlastenecké fronty, a spolkový kulturní rada dr. Henz informovali včera zástupce tisku o účelu kulturní organisace vlastenecké fronty «Neues Leben». Hlavní řečník státní sekretář Zernatto pravil, že této organisaci není příkladem italská kulturní organisace «Dovolavoro», ani německá «Kraft durch Freude». Využití volného času v rámci nové kulturní organisace jest vedeno myšlenkou lidového souručenství. Tato organisace, jejíž členy mohou býti pouze členové vlastenecké fronty, bude organisačně vedena tak, jako vlastenecká fronta. Pořádány budou hlavně hodnotné kulturní podniky. Tyto podniky budou zahájeny již s příchodem podzimu. V rámci této organisace bude založena i organisace posluchačů rozhlasu, jež bude míti určitý vliv i na stanovení programu rozhlasu. Kočovný biograf bude sloužiti zájmům domácího živnostnictva, podporování cizineckého ruchu a odbornému školení venkovského, hlavně alpského lidu. Zástupci tisku byli řečníkem požádáni o propagování a podporování snah této nové kulturní organisace. Další řečníci podali pak podrobné informace o nejbližších podnicích.
Vídeňské noviny, ve Vídni 29. července 1936, s. 2
- VF-Werk „Österreichisches Jungvolk“

Vznik nové jednotné mládežnické organizace „VF-Werk Österreichisches Jungvolk“ oznámil státní tajemník spolkového kancléře a zástupce vůdce Vlastenecké fronty Guido Zernatto na tiskové konferenci 29. srpna 1936.
- VF-Werk „Frontmiliz“

Usnesením ministerské rady z 10. října 1936 došlo k rozpuštění dosavadních dobrovolných branných svazů: Heimatschutz, úderných oddílů Východní marky / Ostmärkische Sturmscharen, Freiheitsbund, formací křesťansko-německých turnerů / Wehrzüge der Christlich-deutschen Turnerschaft a Burgenlandských ostrostřelců / Burgenländische Landesschützen, což bylo o pět dní později zveřejněno ve spolkové sbírce zákonů (Bundesgesetz über die Auflösung der freiwilligen Wehrverbände BGBl. 335/1936). Po usneseni zákona o rozpuštění branných svazů a po provedení změny ve vládě pověřila ministerská rada zvláštní ministerské komité formulováním doplňovacích ustanovení pro vybudování frontovní milice a k převedení zbraně schopných členů branných svazů do frontovní milice VF (Abänderung des Bundesgesetzes über die „Vaterländische Front“ BGBl. 336/1936).

## Tisk a propaganda
Vedle oficiálních tiskovin (Wiener Zeitung, Reichspost, Neue Freie Presse, Neue Wiener Journal, Schönere Zukunft, Der christliche Ständestaat) provozovala VF vlastní veřejné listy a interní publikace pro VF-funkcionáře: k první skupině patřily regionální „Mitteilungen“ (zprávy zemského a okresního vedení VF), „Vaterländische Front“ vídeňské VF, týdeník „Der Beamte“ pro státní zaměstnance, kam běžně přispívali Kurt Schuschnigg, Edmund Weber, Walter Adam nebo Eduard Ludwig. Z neveřejných to byl interní maloformátový týdeník „Informationsdienst der Vaterländischen Front“ (redakce VF Am Hof 4, tiskárna a nakladatelství „Vorwärts“ AG).